# Mihoko Iwaya
Mihoko Iwaya (岩屋 美保子, Iwaya Mihoko), née le 1er juin 1964, est une joueuse internationale de football japonaise.

## Biographie
Le 13 juin 1981, elle fait ses débuts avec l'équipe nationale japonaise lors de la Coupe d'Asie, contre l'équipe d'Indonésie.
Elle compte deux sélections en équipe nationale du Japon.

## Statistiques
Le tableau ci-dessous présente les statistiques de Mihoko Iwaya en équipe nationale :
| Équipe du Japon | Équipe du Japon | Équipe du Japon |
| Année           | Matchs          | Buts            |
| --------------- | --------------- | --------------- |
| 1981            | 2               | 0               |
| Total           | 2               | 0               |